# Loureedia lucasi
Espèce
Synonymes
- Eresus lucasi Simon, 1873

Loureedia lucasi est une espèce d'araignées aranéomorphes de la famille des Eresidae.

## Distribution
Cette espèce est endémique d'Algérie. Elle se rencontre vers Oran.

## Description
La carapace du mâle mesure 6,8 mm de long sur 5 mm et la carapace de la femelle 9,5 mm de long sur 7 mm.

## Systématique et taxinomie
Cette espèce a été décrite sous le protonyme Eresus lucasi par Simon en 1873. Elle est placée dans le genre Loureedia par Miller, Griswold, Scharff, Rezác, Szüts et Marhabaie en 2012.
Loureedia maroccana a été placée en synonymie avec Loureedia lucasi par Henriques, Miñano, Pérez-Zarcos, Řezáč, Rodríguez, Tamajón et Martínez-Avilés en 2018 puis relevée de synonymie par Szűts, Szabó, Zamani, Forman, Miller, Oger, Fabregat, Kovács et Gál en 2023.

## Étymologie
Cette espèce est nommée en l'honneur d'Hippolyte Lucas.

## Publication originale
- Simon, 1873 : « Études arachnologiques. 2e Mémoire. III. Note sur les espèces européennes de la famille des Eresidae. » Annales de la Société Entomologique de France, sér. 5, vol. 3, p. 335-358 (texte intégral).